# Ramularia rufomaculans
Ramularia rufomaculans är en svampart som beskrevs av Peck 1883. Ramularia rufomaculans ingår i släktet Ramularia och familjen Mycosphaerellaceae.   Inga underarter finns listade i Catalogue of Life.